# Gadczanie

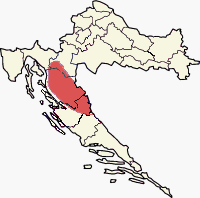
Lika, region zamieszkały przez Gadczan

Gadczanie (również Gedczanie, Gaczanie, Guduskanie, współczesne chorw. Gačani, łac. natio Guduscanorum) – jedno z plemion południowosłowiańskich zamieszkujących żupę Gackę. Obok Obodrytów naddunajskich i Morawian bałkańskich (Duklan, Narentan, Timoczan, Trawunian, Zahlumian) plemię wchodzące w skład ludności przyszłych Chorwacji i Serbii.

Jak podaje "Annales Regni Francorum": Erant ibi et aliarum nationum legati, Abodritorum videlicet ac Bornae, ducis Guduscanorum, et Timocianorum, qui nuper a Bulgarorum societate desciverant et ad nostros se contulerant, simul et Liudewiti, dusci Pannoniae inferioris - wyzwolili się spod zwierzchnictwa Bułgarów, jednak zdanie nie precyzuje, którego z wymienionych plemion to miało dotyczyć.
 Podlegali Bornie, dux Guduscanorum.